# Calothamnus lehmannii
Calothamnus lehmannii är en myrtenväxtart som beskrevs av Johannes Conrad Schauer. Calothamnus lehmannii ingår i släktet Calothamnus och familjen myrtenväxter. Inga underarter finns listade i Catalogue of Life.